# Main Event der World Series of Poker 1980
Das Main Event der World Series of Poker 1980 war das Hauptturnier der elften Austragung der Poker-Weltmeisterschaft in Las Vegas.

## Turnierstruktur
Das Hauptturnier der World Series of Poker in No Limit Hold’em startete am 17. Mai und endete mit dem Finaltisch am 22. Mai 1980. Ausgetragen wurde das Turnier im Binion’s Horseshoe in Las Vegas. Die insgesamt 73 Teilnehmer mussten ein Buy-in von je 10.000 US-Dollar zahlen, für sie gab es fünf bezahlte Plätze.

## Finaltisch
Der Finaltisch wurde am 22. Mai 1980 ausgespielt. In der finalen Hand gewann Ungar mit 5♠ 4♠ gegen Brunson mit A♥ 7♠.
| Platz | Herkunft           | Spieler          | Preisgeld (in $) |
| ----- | ------------------ | ---------------- | ---------------- |
| 1     | Vereinigte Staaten | Stu Ungar        | 365.000          |
| 2     | Vereinigte Staaten | Doyle Brunson    | 146.000          |
| 3     | Vereinigte Staaten | Jay Heimowitz    | 109.500          |
| 4     | Vereinigte Staaten | Johnny Moss      | 073.000          |
| 5     | Vereinigte Staaten | Charles Dunwoody | 036.500          |
| 6     | Vereinigte Staaten | Gabe Kaplan      | –                |